# Zasłonak gorzkawy

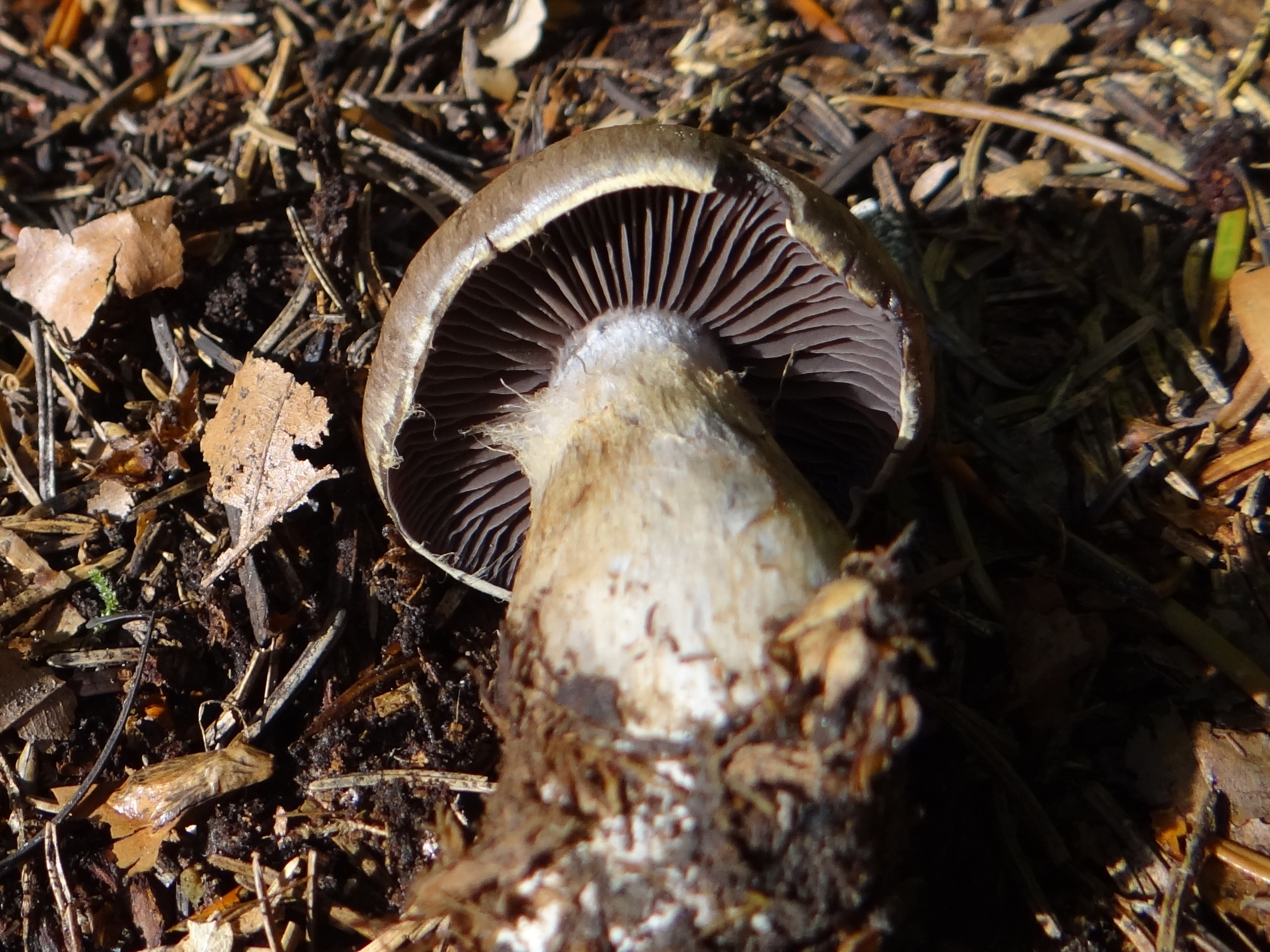

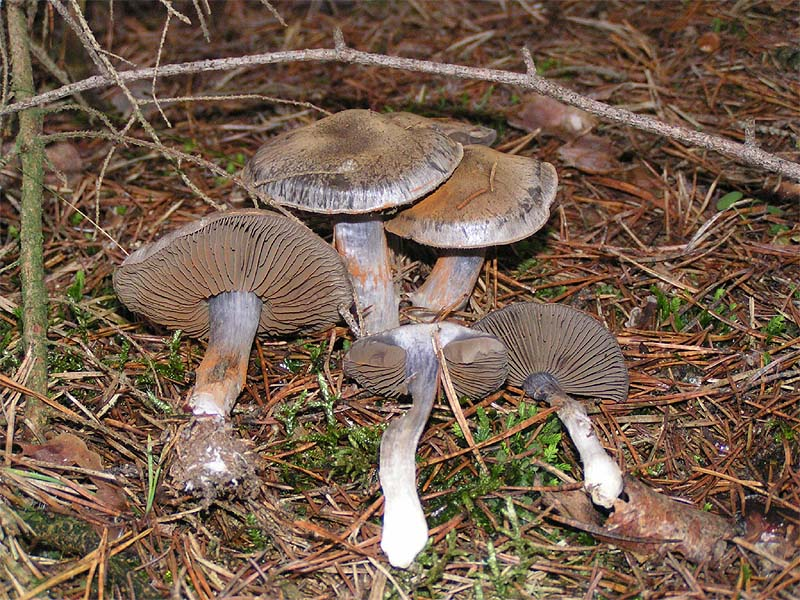

Zasłonak gorzkawy (Cortinarius infractus (Pers.) Fr.) – gatunek grzybów należący do rodziny zasłonakowatych (Cortinariaceae).

## Systematyka i nazewnictwo
Pozycja w klasyfikacji według Index Fungorum: Cortinarius, Cortinariaceae, Agaricales, Agaricomycetidae, Agaricomycetes, Agaricomycotina, Basidiomycota, Fungi.
Po raz pierwszy takson ten zdiagnozował w roku 1800 Persoon nadając mu nazwę Agaricus infractus. Obecną, uznaną przez Index Fungorum nazwę nadał mu w roku 1838 Elias Fries, przenosząc go do rodzaju Cortinarius.
Niektóre synonimy nazwy naukowej:
- Agaricus infractus Pers. 1800
- Cortinarius obscurocyaneus Secr. ex J. Schröt. 1889
- Phlegmacium infractum (Pers.) Wünsche 1877
- Pholiota infracta (Pers.) P. Kumm. 1871

Nazwę polską zaproponował Władysław Wojewoda w 2003 r., wcześniej w polskim piśmiennictwie mykologicznym gatunek ten opisywany był jako flegmiak załamanobrzegi, zasłonak załamany lub zasłonak złamany.

## Morfologia
Kapelusz
Średnica 3–9 cm, kształt u młodych owocników półkulisty, później rozpostarty z szerokim i tępym garbem. Podczas suchej pogody powierzchnia jest gładka, matowa i delikatnie włóknista (szczególnie na brzegu). Podczas wilgotnej pogody staje się mazisty, błyszczący i kleisty. Barwa szarooliwkowa. Brzeg kapelusza długo pozostaje podwinięty.
Blaszki
Wąsko przyrośnięte, szerokie i zbiegające ząbkiem. U młodych owocników są czerwonoliwkowe, z wiekiem ciemnieją i stają się szarooliwkowe, w końcu oliwkowobrązowe. U dojrzałych owocników na długości 1 cm przy trzonie znajdują się zazwyczaj 4 blaszki, przy brzegu kapelusza 10. U dojrzałych owocników są nieco pomarszczone i głęboko (do 7 mm) karbowane.
Trzon
Wysokość 4–7 cm, grubość 1–2 cm, kształt walcowaty lub maczugowaty, podstawa często bulwiasta Jest pełny i kruchy. Powierzchnia u młodych owocników biaława z niebieskawym odcieniem, później oliwkowoszaroochrowa, tylko podstawa ma barwę ochrowobrązowa. Czasami na trzonie występują resztki białej zasnówki.
Miąższ
O barwie brudnobiałej, tylko na szczycie trzonu jest fioletowy. Smak bardzo gorzki, zapach niewyraźny.
Cechy mikroskopowe
Wysyp zarodników rdzawobrązowy. Zarodniki o rozmiarach 7–8 × 5–6 μ,; jajowate lub szeroko elipsoidalne, umiarkowanie lub silnie brodawkowate. Podstawki w KOH barwią się na zielono. Cheilocystyd i pleurocystyd brak.

## Występowanie i siedlisko
Występuje w Ameryce Północnej, w Europie i w Kostaryce. W Polsce jego rozprzestrzenienie i częstość występowania nie jest dokładnie znana, nie znajduje się jednak na liście gatunków zagrożonych.
Rośnie na ziemi, zarówno w lasach iglastych, jak liściastych i mieszanych. Preferuje siedliska wilgotne i gleby wapienne. Szczególnie często spotykany jest pod świerkami, sosnami i jodłami, w lasach liściastych dużo rzadziej. Owocniki wytwarza od sierpnia do października.

## Znaczenie
Żyje w mykoryzie z drzewami. Grzyb niejadalny.
Z owocników zasłonaka gorzkiego wyizolowano dwa alkaloidy: infractopicrin i 10-hydroksy-infractopicrin. Mogą znaleźć zastosowanie w leczeniu łagodnej lub umiarkowanej postaci choroby Alzheimera. Obydwa te związki wykazują zdolność do hamowania enzymu acetylocholinoesterazy i wykazują przy tym większą selektywność niż stosowana w leczeniu choroby Alzheimara galantamina, która ponadto powoduje efekty uboczne, takie jak nudności i wymioty.